# Acridomastax rehni
Acridomastax rehni är en insektsart som först beskrevs av Marius Descamps och Wintrebert 1965.  Acridomastax rehni ingår i släktet Acridomastax och familjen Euschmidtiidae. Inga underarter finns listade i Catalogue of Life.